# فیصل مسرحی
فیصل مسرحی (عربی: فيصل مسرحي؛ زادهٔ ۲۴ ژانویهٔ ۱۹۹۳) یک ورزشکار اهل عربستان سعودی است.
از باشگاه‌هایی که در آن بازی کرده‌است می‌توان به باشگاه فوتبال القادسیه عربستان سعودی اشاره کرد.
وی همچنین در تیم ملی فوتبال ۰۲:۲۷، ۲۸ ژانویه ۲۰۱۶ (UTC) بازی کرده است.